# Зеленянка (річка)
Зеленянка — річка в Україні, у Тульчинському районі Вінницької області, права притока Кам'янки (басейн Дністра).

## Опис
Довжина річки - 6 км, площа басейну - 18,3 км². Висота витоку над рівнем моря — 232 м, висота гирла — 193 м, падіння річки — 39 м, похил річки — 5,58 м/км. У річку впадає кілька струмків, споруджено 2 ставки.

## Розташування
Бере початок у селі Зеленянка. Тече переважно на південний схід і на південно-східній стороні від Вигоди впадає у річку Кам'янку, ліву притоку Дністра за 41 км. від її гирла.